# 蘇聯潛艇M-200
M-200Месть（Myest，意為「復仇」）是蘇聯海軍的一艘馬柳特卡級（XV系列）短程柴油攻擊潛艇。
這艘潛艇在北方艦隊作戰，於1944年7月20日試圖對德國艦隊發動一次攻擊，但被德國飛機發現，並隨後遭到深水炸彈的攻擊。1944年7月15日，M-200向一艘商船發射了兩枚魚雷，但未命中目標。
1956年11月21日，她在抵達塔林附近的帕爾迪斯基後返回港口與驅逐艦史塔尼號匯合時，與其發生碰撞沉沒。